# Who's Got the Action?
Who's Got the Action? is een Amerikaanse filmkomedie in Technicolor uit 1962 onder regie van Daniel Mann. De film werd destijds in Nederland uitgebracht onder de titel Hoe bedrieg ik mijn man?.

## Verhaal
Advocaat Steve Floods liefde voor wedden op paarden is groter dan de liefde voor zijn vrouw Melanie. Hij brengt vele diepe nachten aan de telefoon door om verschillende weddenschappen af te sluiten. Melanie vermoedt daarop aanvankelijk dat hij een affaire heeft en is verbaasd wanneer ze leert dat het om paarden gaat. Om haar bedreigde huwelijksgeluk veilig te stellen en omdat haar man altijd verliest, gaat ze in het geheim als zijn bookmaker fungeren. Zijn geld komt op die manier bij haar terecht. 
Plotseling keert de kans en begint Steve stug te winnen. Verschillende figuren raken in het bedrog van het huwelijkspaar verwikkeld, onder wie twee rechters die zelf niet afkerig zijn van een onwettig gokje, omkoopbare politiemannen, een gangsterliefje dat voor cultuur, standing en een degegen huwelijk is en de baas van het goksyndicaat die zijn bedrijf op strikt commerciële basis exploiteert met behulp van een machinegeweer en een elektronische rekenmachine.

## Rolverdeling
| Acteur         | Personage          |
| -------------- | ------------------ |
| Dean Martin    | Steve Flood        |
| Lana Turner    | Melanie Flood      |
| Eddie Albert   | Clint Morgan       |
| Walter Matthau | Tony Gagouts       |
| Paul Ford      | Rechter Boatwright |
| Nita Talbot    | Saturday Knight    |
| John McGiver   | Judge Fogel        |
| Jack Albertson | Hodges             |

## Ontvangst
De film kreeg overwegend negatieve reacties van de Nederlandse pers. Recensent van De Tijd schreef dat het vanwege de "stroeve" regie van Daniel Mann geen "sprankelende komedie" is geworden. Ook criticus van De Volkskrant had kritiek op de regie van Mann, die er "niet in is geslaagd dit blijspel met wat tempo en lichtvoetigheid de vaart mee te geven, die het scenario vol verwikkelingen mankeert". Een enkele positieve recensie kwam van de recensent van Het Parool, die schreef dat Mann met de film de toeschouwer "goed en levendig bezighoudt met bijna niets".